# Boston Dynamics
Boston Dynamics — американська інженерна компанія, що працює в галузі робототехніки. Відома своїми розробками для військових потреб на замовлення DARPA. Одним з найвідоміших виробів фірми є чотириногий робот BigDog. Раніше компанія працювала за контрактом з NAWCTSD над заміною навчальних відеороликів інтерактивними комп'ютерними симуляціями.
Президентом компанії є Марк Райберт, який створив її 1992 року разом з групою інженерів Массачусетського технологічного інституту.
У грудні 2013 компанію придбала корпорація Google Inc, а компанію очолив Енді Рубін
8 червня 2017 оголошено, що холдинг Alphabet продав роботехнічні компанії Boston Dynamics і Schaft. Покупцем стала японська SoftBank — один із найбільших світових інвесторів в IT-бізнес, раніше придбала за кілька мільярдів доларів розробника процесорів ARM.
У грудні 2020 року Hyundai Motor Group придбала 80% акцій компанії у SoftBank за приблизно 880 мільйонів доларів.
У червні 2021 року було оголошено, що Hyundai офіційно отримав контрольний пакет акцій компанії у SoftBank.

## Продукція

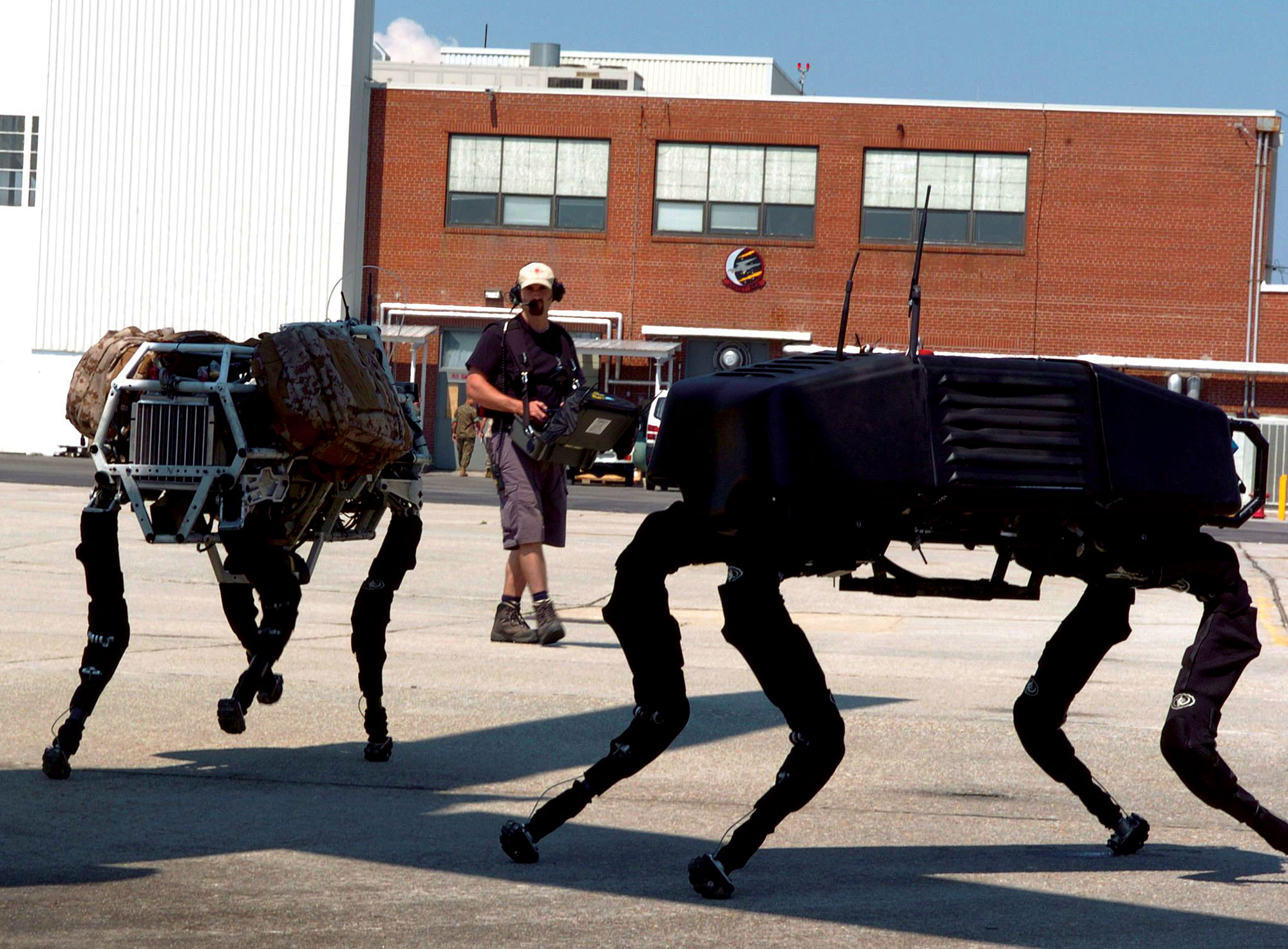
Пара BigDog під час випробувань

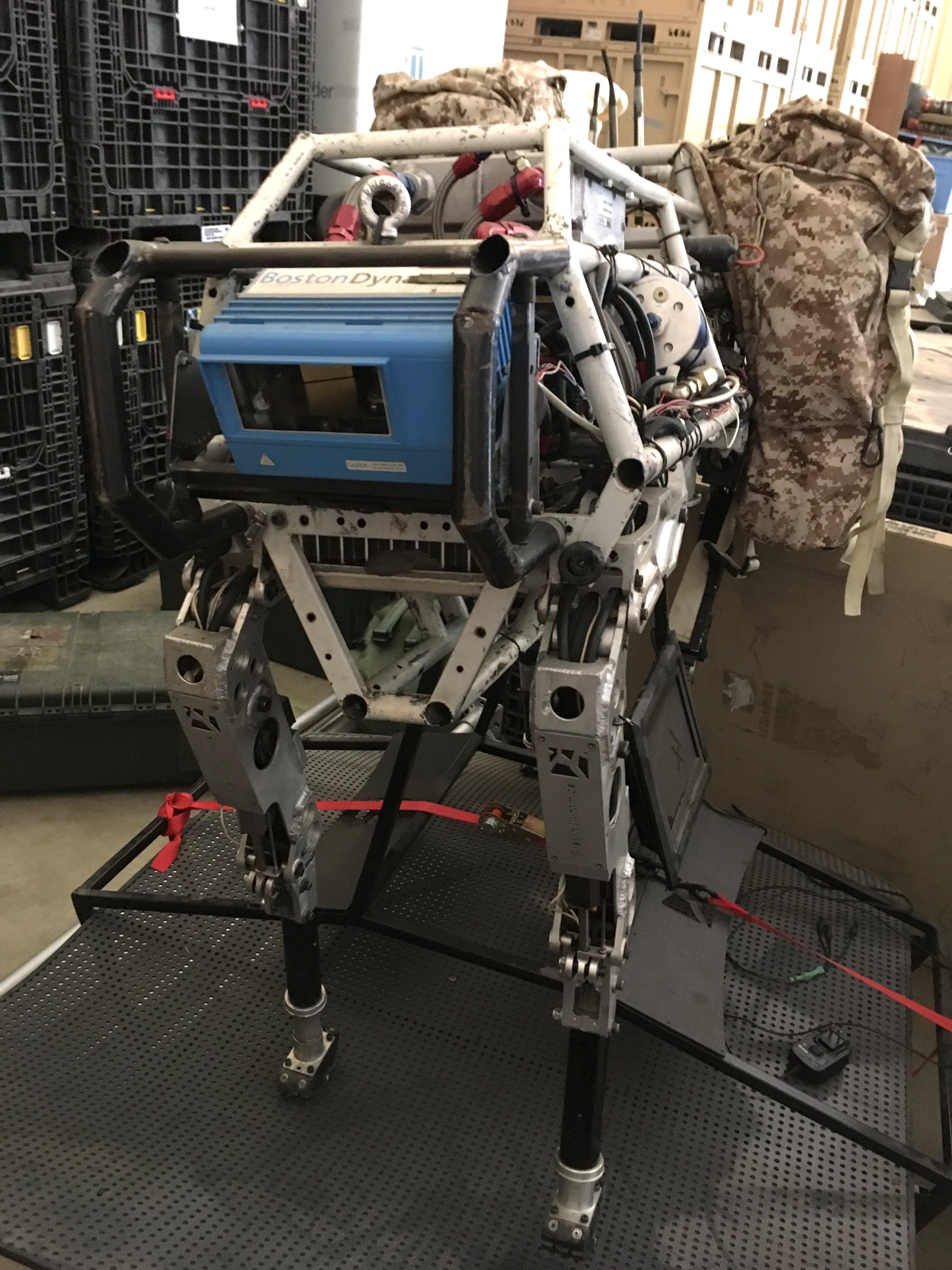
BigDog після випробувань, 2017

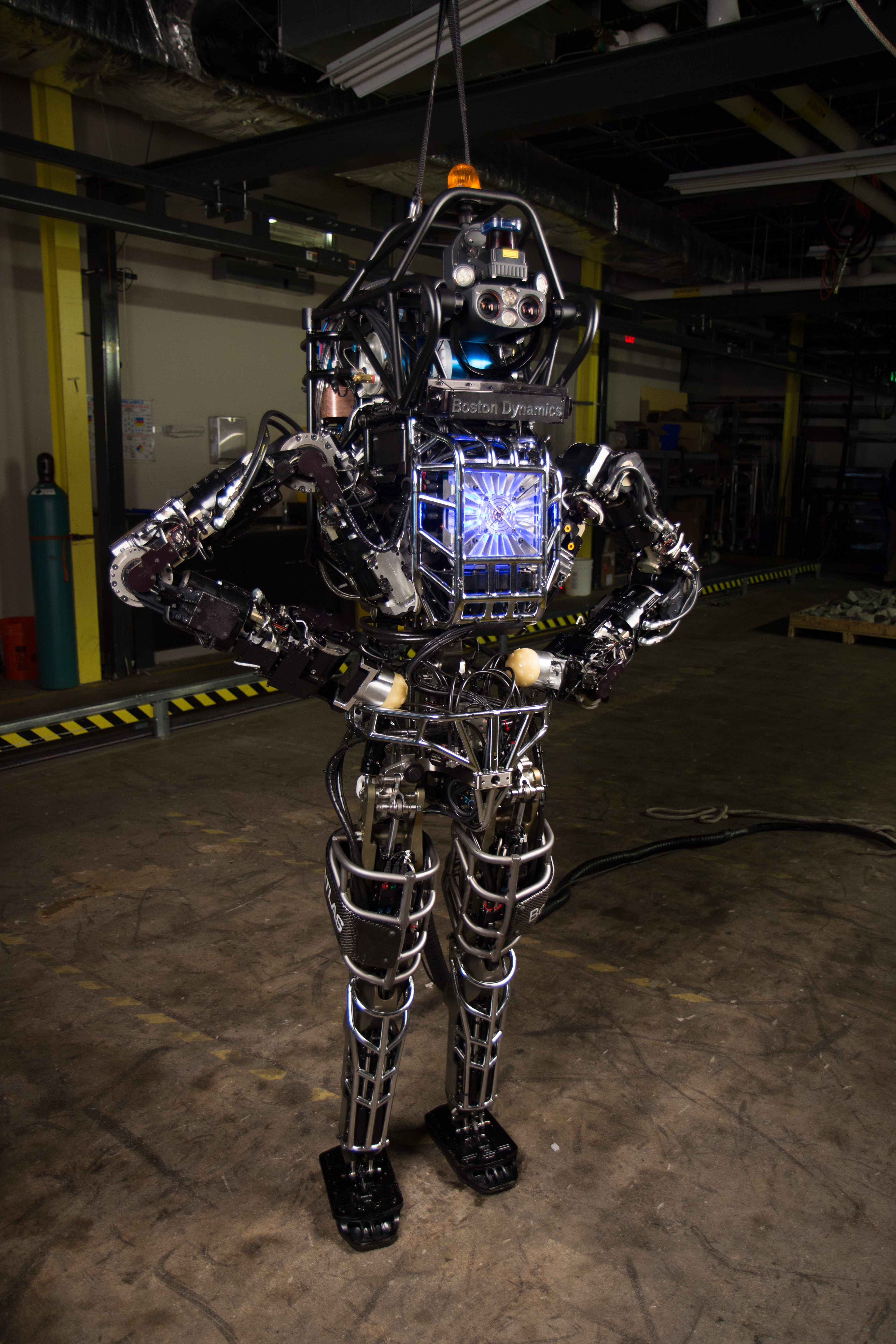
Atlas під час випробувань

### SpotMini

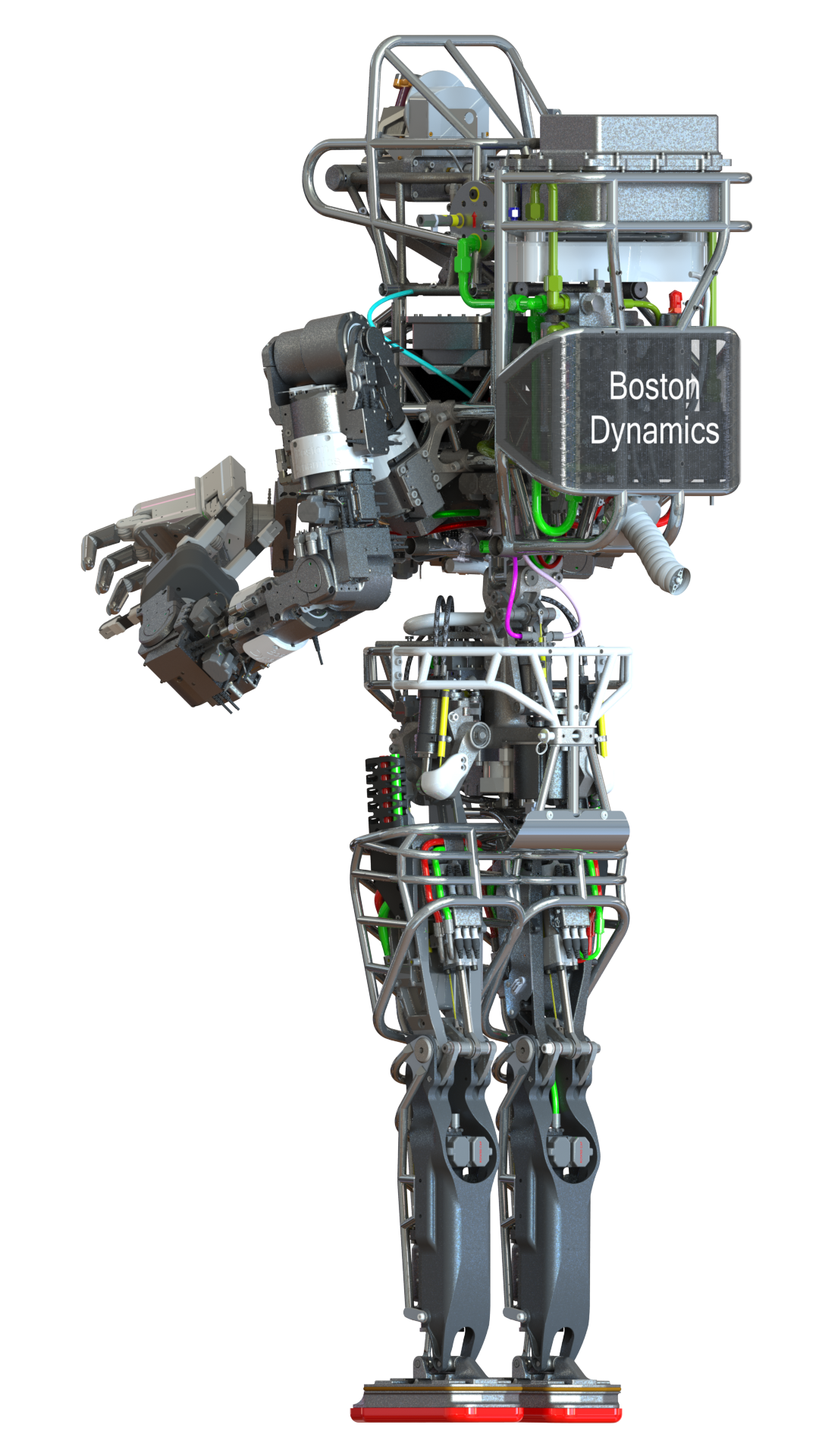
Atlas, вид ззаду

SpotMini — чотириногий робот, візуально подібний на собаку. Він важить близько 30 кг. На одному заряді «залізний пес» може пропрацювати 90 хвилин. Старт продажів очікується у 2019 році.

### BigDog
BigDog — чотириногий робот, створений 2005 року спільно з Foster-Miller, Лабораторією реактивного руху та Гарвардським університетом. Фінансування програми йшло через DARPA, яка ставила за мету розробити допоміжний роботизований транспорт для сухопутних військ, здатний пересуватися дуже пересіченою місцевістю. BigDog здатний переносити до 150 кг вантажу зі швидкістю до 6,4 км/год й долати нахил до 35 градусів.
Аналогічною розробкою до BigDog є  Legged Squad Support Systems (LS3).

### CHEETAH
Cheetah — чотириногий робот, здатний розвивати швидкість до 45,06 км/год, що було рекордом для чотирилапих роботів у 2012 році (попередній рекорд — 21,08 км/год — був встановлений 1989 року). Розробка фінансувалася DARPA за програмою «Maximum Mobility and Manipulation».
Cheetah має гнучку «спину», яка допомагає досягати високої швидкості пересування. До 2012 року був створений лабораторний зразок робота, який пересувався біговою доріжкою, отримуючи живлення від стаціонарної гідравлічної установки.
5 жовтня 2013 року була представлена версія робота, під назвою WildCat (укр. «Дикий кіт»), що діє автономно.

### LittleDog
LittleDog — невеликий чотириногий робот, створений за замовленням DARPA з дослідницькою метою.

### RiSE
RiSE — шестиногий робот, здатний підніматися вертикальними поверхнями: стіни, дерева, огорожі. Для пересування використовує ноги з мікрогачками та хвіст, може змінювати позу відповідно до кривизни поверхні. RiSE має довжину 0.25 м та масу 2 кг. Швидкість пересування — 0,3 м/с.
Кожна нога робота керована двома електромоторами. Бортовий комп'ютер керує ногами, забезпечує зв'язок та обробку даних сенсорів.
Робот розроблений у співпраці з Пенсильванським університетом, Університетом Карнегі — Меллон, Каліфорнійським університетом у Берклі, Стенфордським університетом та Коледжем Льюїса і Кларка. Фінансування забезпечило DARPA.

### PETMAN
PETMAN — двоногий робот, створений для випробувань засобів індивідуального захисту. Перший антропоморфний робот, що рухається як людина. Має чимало технологічних запозичень від BigDog.

### Atlas
Atlas — антропоморфний робот, призначений для пересування пересіченою місцевістю. Ходить на двох ногах, може використовувати вільні руки для перенесення вантажу або при доланні вертикальних перешкод.
Система управління Атласом координує рухи рук, тулуба та ніг, щоб досягти мобільних маніпуляцій цілими тілами, значно розширивши його охоплення і робоче місце. Можливість балансу Атласа при виконанні завдань дозволяє йому працювати у великому обсязі, займаючи лише невеликий слід.
Обладнання Atlas використовує 3D-друк, щоб заощадити вагу та простір, в результаті чого вийшов чудовий компактний робот із високим співвідношенням сили до ваги та різко великим робочим простором. Стереосвітлення, діапазон чутливості та інших датчиків дають Атласу можливість маніпулювати об'єктами у своєму середовищі та подорожувати по нерівній місцевості. Атлас зберігає рівновагу, коли він штовхає або його штовхають, і може піднятися, якщо його збили з ніг.

### RHex
RHex — шестиногий робот високої мобільності. Незалежно контрольовані ноги робота дозволяють відносно легко пересуватися пересіченою місцевістю. RHex може пересуватися скелястим тереном, через пісок, заболочену місцевість, місцевість, вкриту рослинним покривом, через залізничні колії, по сходах тощо.
RHex має герметичний корпус, що робить його повністю функціональним у сиру погоду, в забрудненому середовищі та в болотистій місцевості. RHex управляється дистанційно оператором через блок керування на відстані до 700 метрів.